# Río Aratu
El río Aratu es uno de los ríos que cruzan la ciudad de João Pessoa, Paraíba, Brasil. El río se encuentra en la parte oriental y meridional de João Pessoa, en el barrio de Costa do Sol. El río desemboca en el Océano Atlántico. El río es uno de los ríos más orientales de las Américas, junto con el Río do Cabelo.
- Datos: Q4784448